# أوستر اوتوكرات
أوستر اوتوكرات (بالإنجليزية: Auster Autocrat) هي طائرة خفيفة، بمحرك واحد، وثلاث مقاعد. أنتجت في 1945 ببريطانيا. من صناعة أوستر للطائرات. كان أول طيران لها في 1945. صنع منها 420 طائرة.